# Mark Lewisohn

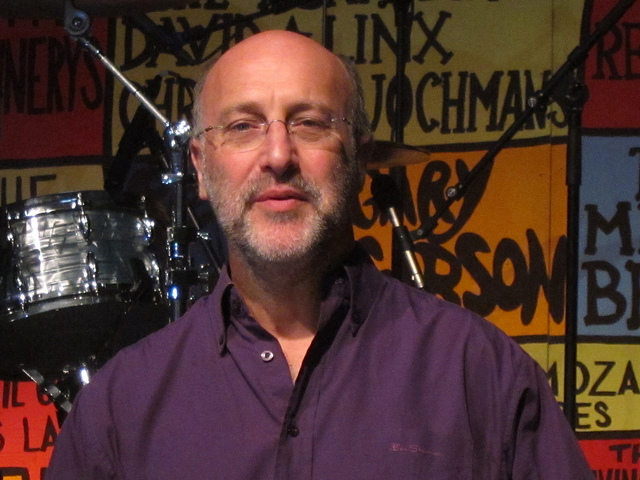
Mark Lewisohn

Mark Lewisohn (nacido el 16 de junio de 1958) es un escritor e historiador inglés. Es reconocido como uno de los escritores más importante de la banda inglesa de rock The Beatles.

## The Beatles y temas relacionados
A lo largo de su carrera, Mark Lewisohn ha trabajado para EMI, MPL Communications y Apple Corps, y ha escrito muchos libros acerca de los Beatles. Es referido como la principal autoridad mundial en la materia, reconocido por sus meticulosas investigaciones.
En 1986, fue publicado el libro de Lewisohn The Beatles Live!. Este contaba con un historial completo de todas las actuaciones en directo de los Beatles, un formato que Lewisohn seguiría en sus libros posteriores. Después de haber sido invitado por EMI para escuchar todas las cintas de las sesiones originales de los Beatles, Lewisohn escribió The Complete Beatles Recording Sessions: The Official Story of the Abbey Road Years, el que fue publicado en 1987. El libro tenía la estructura de un diario, detallando cronológicamente cada sesión de grabación que la banda tuvo en los estudios Abbey Road. Incluía detalles tales como quién tocaba en cada canción y cuántas tomas fueron grabadas en cada sesión. El libro incluía una entrevista introductora con Paul McCartney.
El siguiente libro de Lewisohn, The Beatles: 25 Years In The Life, fue publicado en 1988, e incluía información sobre lo que cada miembro de la banda estaba haciendo en un día determinado, entre 1962 y 1987. Este libro fue reeditado como The Beatles Day by Day en 1990. The Complete Beatles Chronicle fue publicado en 1992 y fue un paso más allá, ya que detallaba toda la carrera de la banda en el estudio, en el escenario, en la radio, en la televisión, en el cine y en video.
The Beatles London fue el siguiente libro que escribió Lewisohn. Fue coescrito con Piet Schreuders y Adam Smith, y publicado en 1994. Este fue esencialmente un libro guía de todos los lugares relacionados con los Beatles en Londres, incluyendo Abbey Road y el London Palladium, con mapas y fotografías de la banda en los lugares mencionados. Una versión revisada del libro fue reeditada a principios de 2008.
Además de escribir sus propios libros, Lewisohn ha escrito prólogos a otros libros, como Recording The Beatles de Brian Kehew y Kevin Ryan, Beatles Gear de Andy Babiuk y el libro alemán Komm, Gib Mir Deine Hand de Thorsten Knublauch y Axel Korinth. También ha contribuido con In My Life: Lennon Remembered, un libro para acompañar las series de radio de diez partes de la BBC sobre John Lennon, y editó el libro Wingspan de Paul McCartney, después de haber trabajado durante mucho tiempo como editor y escritor de la revista Club Sandwich de McCartney. Esto lo llevó a ser invitado por el ex beatle para escribir las notas para varios de sus discos, como Flaming Pie, Band on the Run: 25th Anniversary Edition y Wingspan: Hits and History. También escribió las notas para la retrospectiva de 6 discos Produced by George Martin - 50 Years in Recording, y para los álbumes de los Beatles 1 y The Capitol Albums, Volume 1. Estuvo fuertemente involucrado con el proyecto The Beatles Anthology.
De acuerdo a lo escrito en 2014 por Lord Finkelstein en The Times, Lewisohn fue el responsable de identificar al comediante Jasper Carrott como el autor, en 1983, de la famosa frase "Ringo no es el mejor baterista del mundo; ni siquiera es el mejor baterista de los Beatles". Esta frase había sido atribuida a John Lennon, quien había sido asesinado en 1980, pero Lewisohn dudaba ya que no había podido encontrar ningún registro de Lennon habiendo dicho eso y pensó que era algo impropio de Lennon decir algo que realmente no creía. Sin embargo, esta observación también aparece, atribuida a Lennon, en el libro The Beatles: An Illustrated Record, de Roy Carr y Tony Tyler, publicado en 1975.
En 2005, Lewisohn anunció que había comenzado a trabajar en una biografía de tres volúmenes de los Beatles. Lewisohn comentó acerca de la obra:

La historia de los Beatles ha sido contada muchas veces, pero en mi opinión, rara vez bien. Estoy escribiendo una amplia historia y mi objetivo es claro: explorar y comprender lo que sucedió en y alrededor de los Beatles, y escribirlo de una manera imparcial, sin miedo, sin favoritismo, sin prejuicios. Un grupo de rock and roll salió de Liverpool y le dio forma a la última mitad del siglo 20 en todo el mundo, y su música trasciende los tiempos cambiantes. Toda la extraordinaria historia necesita ser plenamente registrada y hay que hacerlo ahora, mientras testigos de primera mano todavía están con nosotros.

El volumen 1 fue publicado en octubre de 2013, titulado The Beatles: All These Years, Volume One - Tune In. Lewisohn dijo: "Tomo más tiempo investigar y escribir de lo que jamás podría haber anticipado". En una entrevista publicada el 28 de diciembre de 2013, Lewisohn ha estimado que el segundo volumen sería publicado en 2020 y el volumen final en 2028.

## Otros trabajos
Aunque The Beatles es el área de experiencia de Lewisohn, también ha escrito una variedad de otros libros. Una de sus obras más conocidas es una enciclopedia de la comedia de las pantallas de la televisión británica titulada Radio Times Guide to TV Comedy, publicada en 1998 y actualizada en 2003, también disponible en línea hasta el 2007 como BBC Guide to Comedy. También ha escrito Funny, Peculiar, una biografía de Benny Hill, publicada en 2002.
En el pasado, Lewisohn ha escrito para revistas, incluyendo Radio Times y la revista Match of the Day. También ayudó a editar el libro Hendrix: Setting The Record Straight, escrito por John McDermott y Eddie Kramer.